# Andrej Klimovets
Andrej Klimovets (ur. 18 sierpnia 1974 roku w Homel), urodzony na Białorusi, niemiecki piłkarz ręczny, wielokrotny reprezentant kraju. Obecnie występuje w Bundeslidze, w drużynie HSG Wetzlar. Gra na pozycji kołowego. W 2007 roku zdobył złoty medal mistrzostw świata. W niemieckiej kadrze narodowej zadebiutował w 2005 roku.

## Kluby
- -1991  SK Homel
- 1991–1995  SKA Minsk
- 1996–1996  OSC Rheinhausen
- 1996–1997  TuS Spenge
- 1998–2001  SG Flensburg-Handewitt
- 2001–2010  Rhein-Neckar Löwen
- 2012-  HSG Wetzlar

## Sukcesy

### Reprezentacyjne

#### Mistrzostwa Świata
- (2007)

### Klubowe

#### Mistrzostwa Białorusi
- (1990, 1991, 1992, 1993, 1994, 1995, 1996)

#### Puchar DHB
- (2003, 2004, 2005)
- (2006, 2007)

#### Puchar Europy
- (2001)

#### Puchar EHF
- (1997)

#### Mistrzostwo Niemiec
- (2004)
- (2009)